# ピトケアン PA-19
ピトケアン PA-19
- 用途：多用途オートジャイロ
- 分類：オートジャイロ
- 設計者：Robert Noorduyn
- 製造者：ピトケアン
- 初飛行：1932年9月
- 生産数：5機

ピトケアン PA-19 は、1930 年代初頭に米国で開発された 4 人乗りオートジャイロである。 ピトケアンのオートジャイロ設計のほとんどはタンデム式座席の開放式コックピットを採用していたが、PA-19 のキャビンは密閉式である。 操縦翼面を搭載した翼もあった。 ローターは揚力のみを提供したが、飛行中に航空機をトリムするために傾けることができた。 4機の試作機は、1934 年に大恐慌の影響によりピトケアンがオートジャイロの生産を放棄せざるを得なくなる前に製造された。
ヘンリー・レーサム・ドハティは「フロリダ・イヤー・ラウンド・クラブ」の宣伝のために1つを購入し、ギネスビール醸造所は2つを購入した。  ロバート・L・モンゴメリー大佐は自宅間の通勤用に1機を購入し、ピトケアン航空はデモンストレーターとして1機を保管した。。
この機体は、当時アメリカで製造された客室付きの最大のオートジャイロであり、2020年現在においても最大とみられている。

## 諸元
Data from "Pitcairn, A G A, Pitcairn-Cierva, Pitcairn-Larsen"
基本特性
- 搭乗員: パイロット1名
- 容量: 乗客3-4人
- 長さ: 25 ft 9 in (7.85 m)
- 翼幅: 38 ft 8 in (11.79 m)
- 動力: 1 × Wright R-975-E2 , 420 hp (310 kW)
- メインローター直径:  50 ft 8 in (15.44 m)
- メインローター面積: 2,014 sq ft (187.2 m2)

性能
- 最高速度: 120 mph (190 km/h, 100 kn)
- 航続距離: 350 mi (560 km, 300 nmi)
- ペイロードː 0.83tonn[7]
- 最大離陸重量ː2.31tonn